# Densità minerale ossea

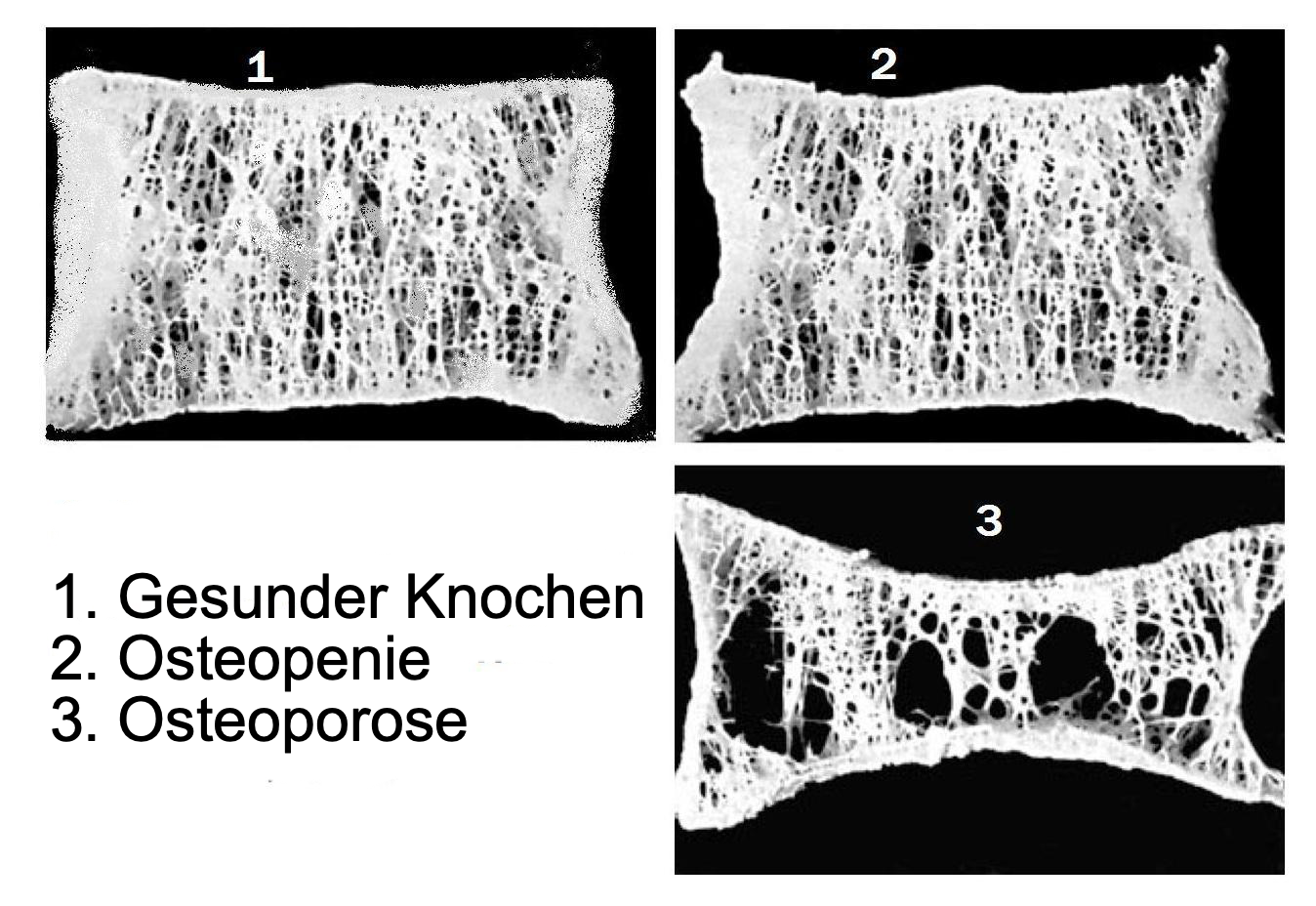

La densità minerale ossea o (BMD dall'inglese Bone Mineral Density) è la quantità di materia minerale presente per centimetro quadrato di osso. Viene utilizzato soprattutto per valutare il grado di osteoporosi e il rischio di fratture patologiche, mediante un esame chiamato densitometria ossea.
Studi hanno dimostrato come il raloxifene aumenti la densità minerale ossea nelle donne in menopausa.